# Маслов, Евгений Васильевич
Евгений Васильевич Маслов (род. 22 сентября 1979, Кусье-Александровский, Пермский край) — российский государственный деятель, советник Главы Республики Марий Эл с июня 2024 года, глава администрации — мэр Йошкар-Олы (2015—2024). Является членом партии «Единая Россия», входит в региональный политический совет.

## Биография
Родился 22 сентября 1979 года. Окончил юридический факультет Марийского государственного университета. Работал в регистрационной палате при Министерстве юстиции Марий Эл, в органах прокуратуры, был судьёй Арбитражного суда Марий Эл, возглавлял Департамент управления природными ресурсами и охраны окружающей среды Тверской области, а также Управление Росреестра по Республике Марий Эл.

### Политическая карьера
В июле 2015 года Маслов был назначен врио мэра Волжска.
С 25 ноября 2015 года являлся врио главы администрации города — мэра Йошкар-Олы (до заключения контракта на замещение должности).
С 28 декабря 2015 года занимал пост главы администрации города — мэра Йошкар-Олы.
17 июня 2024 года досрочно прекращены полномочия главы администрации в связи с заявлением об отставке по собственному желанию.
С июня 2024 года — советник Главы Республики Марий Эл.

## Критика и отзывы
В социальных сетях и в средствах массой информации Евгения Маслова критикуют за отсутствие положительных изменений в городе: отсутствии качественных дорог, уборки улиц, инвестиций. В народе прозвали «горе-мэром».
12 августа 2022 года в соцсетях появилось видеоинтервью Евгения Маслова. Мэр рассказал, что проблемы столицы Марий Эл «копились десятки лет», и их много: «Критики много, она льётся отовсюду, и основана на реальном запросе», — сказал Маслов.
В 2023 году мэрия Йошкар-Олы сожгла на Масленицу чучело за 400 тысяч рублей. Об этом сообщило издание «7х7—Горизонтальная Россия». Евгений Маслов назвал сумму обоснованной, потому что её потратили на привлечение туристов. Деньги якобы перевели из бюджета в муниципальное унитарное предприятие, то есть «заплатили сами себе».

## Доходы
Декларированный доход Маслова за 2021 год составил 3,3 млн рублей. Согласно декларации, в его собственности находятся три квартиры, дачный дом и гараж. Градоначальник столицы Марий Эл имеет автомобиль Toyota Land Cruiser 150.